# ISO 24113
ISO 24113 — международный стандарт ISO требований по снижению космического мусора.
Стандарт определяет основные требования по снижению количества космического мусора, применяемые ко всем элементам беспилотных систем, запущенных в околоземное космическое пространство или пересекающих его, включая верхние ступени ракет, работающие космические аппараты и любые объекты, выпущенные в рамках штатной работы или в процессе увода с орбиты. Целью требований стандарта является снижение роста космического мусора путём проектирования, эксплуатации и увода с орбиты как космических аппаратов, так и верхних ступеней таким образом, чтобы в течение всего своего орбитального существования они не порождали новый космический мусор. Также эти требования призваны уменьшить риск наземных повреждений при вхождении космического мусора в атмосферу Земли. Является стандартом верхнего уровня в категории стандартов, касающихся снижения космического мусора.
Стандарт ISO 24113 не затрагивает аспекты безопасности собственно космических запусков.

## История создания
Проект нового стандарта ISO 24113 был утверждён 24 января 2005 года, его первая редакция ISO 24113:2010 была опубликована 18 июня 2010 года, а 11 августа 2010 года было принято решение пересмотреть её. 11 мая 2011 года была опубликована вторая редакция ISO 24113:2011, а 26 сентября 2016 года было решено пересмотреть её. Наконец, 11 июля 2019 года была опубликована третья (текущая) редакция ISO 24113:2019, но уже 1 сентября 2020 года было постановлено пересмотреть и её. На 4 апреля 2022 года в ISO был зарегистрирован черновик ISO/DIS 24113 следующей четвёртой редакции стандарта.

## Применение
С 2024 года положениями стандарта руководствуется Европейское космическое агентство.